# Агесилай I
Агесилай I (на старогръцки: Ἀγησίλαος, Agesilaus I, Agesilayos I, Hegesilaos) е в гръцката митология цар на Спарта през 959 – 929 пр.н.е. и шестият цар на Спарта от династията Агиди. През това време Ликург пише спартанските закони.
Той е син на Дорис. След смъртта на баща му той се възкачва на трона. Според Павзаний той управлява кратко, според Excerpta Latina Barbari обаче 30 години, а според Йероним дори 44 години.
Той е последван на трона, според Йероним, от неговия син Архелай, а според Latina Barbari от Менелай.